# オオシカクワガタ属
オオシカクワガタ属（オオシカクワガタぞく Rhaetus Parry, 1864）は昆虫綱甲虫目クワガタムシ科に属する分類群。基本的形態はシカクワガタ属に似る。
ネパール東部、インド北東部、ブータン西部、中国のチベット東南部（墨脱県）から記録されているウエストウッドオオシカクワガタ R. westwoodii (Parry, 1862) の1種のみが記録されている。同種は原名亜種 R. w. westwoodii (Parry, 1862) と、ミャンマー北部から記録されている亜種カズミオオシカクワガタ R. w. kazumiae (Nagai, 2000) の2亜種からなる。同種はかつてフタマタクワガタ属 Hexarthrius の一種として記載されたが、後に記載者である Parry が1864年に Rhaetus を新属として創設、westwoodii は Rhaetus の一種に再分類された。
属名はギリシャ神話でオリンポスの神々に戦いを挑んだ巨人族の一人であるレアトス Rhætus に由来する。またシカクワガタ属 Rhaetulus Westwood, 1871 の属名は、ラテン語で「小さい Rhaetus 」を意味する。

## 種類
1種1亜種に分けられる。
- ウエストウッディオオシカクワガタ Rhaetus westwoodii (Parry, 1862)[2]
体長はオスが50.0-96.1 mm、メスが39.5-51.1 mm[2]。体色は全体が艶のある黒色で、長く湾曲した大顎を有し、その先端付近には上方を向く内歯と、先端寄り1/3付近の大きな内歯があり、その前後にも鋸歯がある[3]。
ネパール東部・インド北東部・ブータン西部、中国のチベット東南部（墨脱県）に分布する[2]。
種名は1800年代に多数の論文を発表したイギリスの昆虫学者 John Obadiah Westwood に由来する[2]。
かつての図鑑では種名が westwoodi と表記されていた[2]。
  - カズミオオシカクワガタ Rhaetus westwoodii kazumiae Nagai, 2000[2]

体長は雄が44.0-82.4mm、雌が44.7mm
ミャンマー北部に生息する[2]。原名亜種と比べると、大顎先端付近の上方を向く内歯がほとんど消失する一方、大顎先端寄り1/3付近にある大きな内歯がより長く、大顎先端がやや強く湾曲すること、大顎は点刻が粗くて光沢がやや鈍くなっている点、頭楯の先端付近は尖らずに台形状になっている点などが異なる[5]。
亜種名はクワガタムシに関する複数の論文を発表している吹抜清民の妻・加寿美に由来する[2]。

## 生態
原名亜種 westwoodi は標高1500m以上の高地に多く、主に6月から8月にかけてが活動期と考えられている。カシなどの樹液に集まり、ペアでいることが多いらしいが、灯火にはほとんど飛来しない。kazumiae は採集できる樹種が限られているため、日本への入荷数は少ない。

## 飼育
日本には7月中旬から8月上旬にかけて入荷するが、入荷しない年もあり、また高額で取引される。2013年時点で、日本の昆虫マニアの間では100万円以上の価格で取引されることもあると報じられている。特に kazumiae は2009年時点で、シカクワガタの中でも最も入手難易度が高いと評されているが、2024年時点では新たな採集方法が解明されたことで流通事情は改善されているという。